# Козьминский (Воронежская область)
Козьминский — посёлок в Панинском районе Воронежской области. Входит в Криушанское сельское поселение.

## География
Посёлок расположен в северо-восточной части поселения при вершине балки Дурман, в низине которой устроен пруд.

## История
Ранее хутор Дурман принадлежал княгине Марии Александровне Мещерской (ум. 1903), дочери действительного статского советника графа Александра Никитича Панина (1790—1850) и графини Александры Сергеевны Толстой (1800—1873).
Поселок, основанный в начале XX века, в разные годы назывался то Козьмовкой, то Кузьминским, и только в 1982 году воронежский облисполком закрепил за ним сегодняшнее название. В разные годы поселок относился то к Аннинскому, то к Панинскому району. В 1936 году Козьминский вошел в состав Панинского района.
В советское время в Козьминском располагался колхоз «Победа», потом — колхоз имени Сталина. В селе имелись клуб, школа, детсад. В 1980-е люди начали уезжать.

## Население
| 2000 | 2005 | 2007 | 2010 |
| ---- | ---- | ---- | ---- |
| 15   | ↘11  | ↘7   | ↘1   |